# Liam Fox (futbolista)
Liam Fox (Edimburgo, Escocia, Reino Unido; 2 de febrero de 1984) es un exfutbolista y entrenador escocés. Es el entrenador del Dundee United desde 2022.
Como futbolista, se desempeñó de centrocampista y pasó su carrera en clubes de Escocia y un préstamo al Crusaders norirlandés en 2004, donde debutó a nivel senior.
Tras su retiro en 2015 comenzó su carrera como entrenador en las inferiores del Heart of Midlothian. Su primer equipo como primer entrenador fue el modesto Cowdenbeath en 2016.

## Clubes

### Como jugador
| Club                 | País              | Año       |
| -------------------- | ----------------- | --------- |
| Heart of Midlothian  | Escocia           | 2001-2004 |
| Crusaders (préstamo) | Irlanda del Norte | 2004      |
| Inverness CT         | Escocia           | 2004-2006 |
| Livingston           | Escocia           | 2006-2013 |
| Raith Rovers         | Escocia           | 2013-2015 |

### Como entrenador
| Club                                   | País    | Año           |
| -------------------------------------- | ------- | ------------- |
| Heart of Midlothian Sub-17             | Escocia | 2015-2016     |
| Heart of Midlothian sub-20 (asistente) | Escocia | 2015-2016     |
| Cowdenbeath                            | Escocia | 2016-2017     |
| Heart of Midlothian sub-20 (asistente) | Escocia | 2017          |
| Heart of Midlothian (asistente)        | Escocia | 2017-2019     |
| Heart of Midlothian B                  | Escocia | 2019-2020     |
| Livingston FC (asistente)              | Escocia | 2020-2021     |
| Dundee United (asistente)              | Escocia | 2021-2022     |
| Dundee United                          | Escocia | 2022-presente |